# Roc-A-Fella Records
Roc-A-Fella Records är ett av de största hiphop/rap-skivbolagen, grundat i New York 1996 av hiphop-mogulen Damon "Dame" Dash, Kareem "Biggs" Burke och Shawn "Jay-Z" Carter, mer känd som Jay-Z. Skivbolaget tillhör moderbolaget The Island Def Jam Music Group. Bolagets största stjärnor under åren har varit Jay-Z, Kanye West, Jadakiss, Freeway och N.E.R.D.

## Historia
Tanken på att skapa Roc-A-Fella väcktes ur frustration över de dittills misslyckade försöken att skaffa ett skivkontrakt åt Jay-Z. Dash, Burke och Jay-Z började att trycka upp egna skivor och sälja dem direkt från sina bilar. Företagsamheten imponerade så mycket på människorna bakom Priority Records att de bestämde sig för att stötta utgivningen av Jay-Zs debutalbum Reasonable Doubt genom ett samarbete med Roc-A-Fella.
Den första framgången för Roc-A-Fella kom efter att Jay-Z bestämt sig för att spela in flera låtar tillsammans med den då okände Foxy Brown. Till en början motsatte sig Foxy Browns skivbolag Def Jam Recordings samarbetet mellan de två rapparna, men charmades snart av Damon Dash och hans skivbolag.